# Federigo Fiorillo

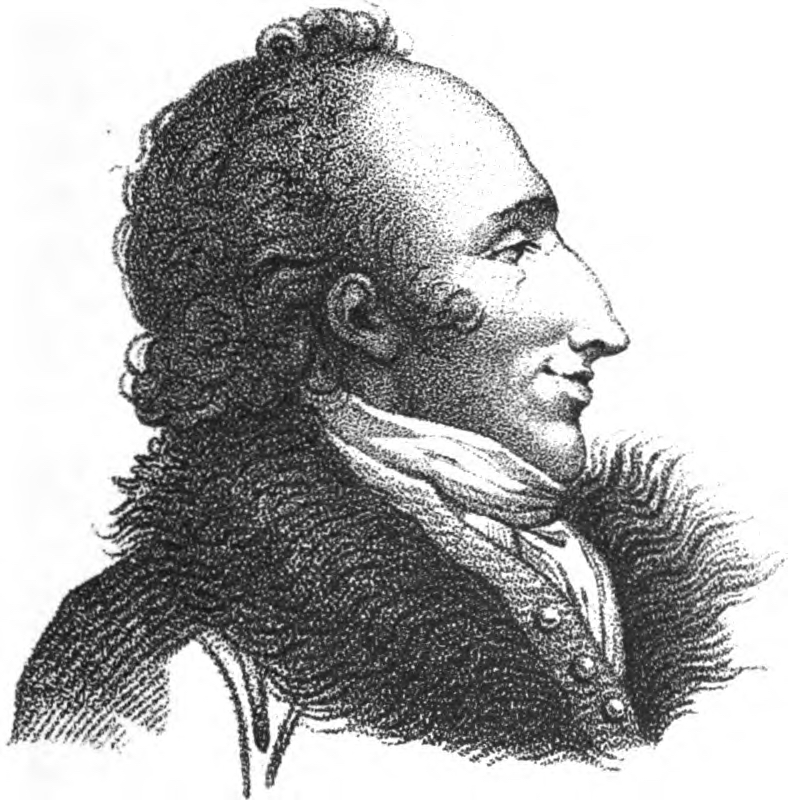
Federigo Fiorillo

Federigo Fiorillo (getauft am 1. Juni 1755 in Braunschweig; † 1823 wahrscheinlich in London) war ein deutscher Komponist italienischer Herkunft, Mandoline-, Violin- und Violaspieler.

## Leben und Wirken
Federigo Fiorillo war der dritte Sohn von Ignazio Fiorillo, dem aus Neapel stammenden Hofkapellmeister im Braunschweiger Schloss unter Herzog Karl I.
Ursprünglich war Fiorillo ein Mandolinvirtuose, erst 1777 trat er in Sankt Petersburg zum ersten Mal als Geiger auf. In den Jahren 1780 und 1781 trat er als Mandolinsolist und Violinist mehrmals in Polen auf. Von 1782 bis 1784 war Fiorillo Kapellmeister am neu gegründeten deutschen Theater in Riga. 1785 kehrte er nach Deutschland zurück, nahm aber sofort ein Engagement in Paris an, wo er kurz nach seiner Ankunft erstmals mit einer konzertanten Sinfonie beim Concert Spirituel auftrat. Um 1790 wurde er nach London verpflichtet. Bis um etwa 1800 sind dort öffentliche Auftritte dokumentiert.
1823 reiste Fiorillo schwer krank noch einmal nach Paris, um sich dort einer Operation zu unterziehen. Ort und Zeit seines Todes sind unbekannt; nach Aussage seines Freundes und Verlegers Jean-Georges Sieber starb er aber vermutlich 1823 in London.

## Werke (Auswahl)
Fiorillos Werk besteht aus zahlreichen Violinkompositionen, Konzertanten Symphonien, Kammermusiken und pädagogischen Werken. Die meisten Werke Fiorillos wurden beim Verleger Sieber in Paris veröffentlicht.
- Quintette avec cor, flûte, violon, alto, violoncelle
- Six quatuors op. 1 mit der Widmung Monseigneur le Prince de Prusse
- Six trios pour 2 violons et basse op. 2
- 36 Études ou Caprices pour violon op. 3
- Six quatuors concertants avec flûte op. 4
- Six duos pour 2 violons op. 5
- Six quatuors concertants op. 6
- Six quatuors op. 7
- Six trios concertants op. 8 (Flöte, Violine, Bratsche)
- Trois sonates de clavecin ou le piano-forte, avec accompagnement du violon (Mlles Erard, Paris)
- Trois sonates de clavecin ou le piano-forte, avec accompagnement du violon op. 7  Widmung Sa Majesté la Reine de Prusse
- Trois sonates de clavecin ou le piano-forte, avec accompagnement du violon op. 9
- Trois quintetti concertants pour 2 violons, 2 altos et violoncelle op. 12
- Six duos concertants pour 2 violons op. 13
- Tre duetti concertanti con due violini op. 15 (1795, Artaria, Vienne)
- Trois quatuors op. 16
- Trois duos concertants pour violon et violoncelle op. 31

Revisionen
- Ferdinand David (Hrsg.). Violinetüden. 1854.
- Walther Davisson: Etuden. 1988.
- Lucien Capet (Revision en Annotations) 36 Études 1915 Editions Maurice Senart

## Diskografie
Im Jahr 2023 nahm der italienische Bratschist Marco Misciagna die Weltpremiere von Fiorillos 36 Capricen op. 3 für Violine auf, die er selbst für Bratsche transkribiert hatte.